# Eleição municipal de Criciúma em 2020
A eleição municipal de Criciúma em 2020 foi realizada em turno único, que ocorreu no dia 15 de novembro de 2020. A cidade foi às urnas para eleger um prefeito, um vice-prefeito e 17 vereadores no município de Criciúma, no Estado de Santa Catarina, no Brasil. O prefeito Clésio Salvaro, do PSDB, foi reeleito com 72,36% dos votos válidos. Para o Legislativo Municipal, o candidato mais votado foi a vereadora eleita Roseli de Lucca Pizzolo (PSDB), que recolheu 2.576 votos.

## Campanha
A gestão do prefeito Clésio Salvaro permaneceu bem avaliada ao longo do seu mandato. Às vésperas da eleição, o tucano recolhia 59% de aprovação, e se consolidava como favorito.
A chapa puro-sangue conduzida pelo petista Chico Balthazar foi a candidatura com maior índice de rejeição (40%). Ela foi seguida pela coligação "Criciúma acima de tudo, Deus acima de todos", de Julia Zanatta (PL), com 26% de rejeição.

## Candidaturas
Nota: a tabela a seguir está organizada por ordem alfabética de candidatos.
| Candidato        | Partido | Partido | Vice              | Partido | Partido | Coligação                                                                        |
| ---------------- | ------- | ------- | ----------------- | ------- | ------- | -------------------------------------------------------------------------------- |
| Anibal Dario     |         | MDB     | Lisi Tuon         |         | DEM     | Juntos, Criciúma cresce mais MDB DEM                                             |
| Chico Balthazar  |         | PT      | Julio Bittencourt |         | PT      | Sem coligação                                                                    |
| Clésio Salvaro   |         | PSDB    | Ricardo Fabris    |         | PSD     | Criciúma no caminho certo PSDB PSD PP Republicanos Avante Patriota Solidariedade |
| Ederson da Silva |         | PSTU    | Pedro Rogel       |         | PSTU    | Sem coligação                                                                    |
| Julia Zanatta    |         | PL      | Allison Pires     |         | PSL     | Criciúma acima de tudo, Deus acima de todos PL PSL PTB                           |
| Manique Barreto  |         | PODE    | Cesinha Faraco    |         | PODE    | Sem coligação                                                                    |
| Rodrigo Minotto  |         | PDT     | Wagner Scarsi     |         | PDT     | Criciúma melhor, é possível PDT PCdoB PSB                                        |

## Resultados

### Prefeito
Sete candidatos disputaram o cargo de Prefeito de Criciúma. O candidato mais votado, Clésio Salvaro (PSDB), ganhou a disputa em turno único.
| Candidato(a)            | Vice                    | 1º Turno | 1º Turno    |
| Candidato(a)            | Vice                    | Votação  | Votação     |
| Candidato(a)            | Vice                    | Total    | Porcentagem |
| ----------------------- | ----------------------- | -------- | ----------- |
| Clésio Salvaro (PSDB)   | Ricardo Fabris (PSD)    | 71.615   | 72,36%      |
| Anibal Dario (MDB)      | Lisi Tuon (DEM)         | 10.707   | 10,82%      |
| Julia Zanatta (PL)      | Allison Pires (PSL)     | 6.953    | 7,03%       |
| Rodrigo Minotto (PDT)   | Wagner Scarsi (PDT)     | 4.195    | 4,24%       |
| Chico Balthazar (PT)    | Julio Bittencourt (PT)  | 3.674    | 3,71%       |
| Manique Barreto (PODE)  | Cesinha Faraco (PODE)   | 1.440    | 1,45%       |
| Ederson da Silva (PSTU) | Pedro Rogel (PSTU)      | 391      | 0,40%       |
| Total de votos válidos  | Total de votos válidos  | 26.460   | 22,03%      |
| Votos em branco         | Votos em branco         | 3.269    | 3,07%       |
| Votos nulos             | Votos nulos             | 4.319    | 4,05%       |
| Total de votos apurados | Total de votos apurados | 106.563  | 72,8%       |
| Abstenção               | Abstenção               | 39.808   | 27,2%       |
| Total de eleitores      | Total de eleitores      | 146.371  | 100,00%     |

### Composição Câmara Municipal
Dezessete vereadores foram eleitos no dia 15 de novembro de 2020. Entre eles, duas mulheres, que também foram as parlamentares mais votadas. Roseli de Lucca Pizzolo (PSDB) foi a mais votada, com 2.576 votos, ou 2,62% dos votos, seguida por Giovana Mondardo (PCdoB), que recebeu 2.416 votos. O partido com a maior representação foi o PSDB (6), seguido por PSL e PSD, cada um com dois vereadores.
| Partido            | Partido            | Candidato               | Votos   | Porcentagem |
| ------------------ | ------------------ | ----------------------- | ------- | ----------- |
|                    | PSDB               | Roseli de Lucca Pizzolo | 2.576   | 2,62%       |
|                    | PCdoB              | Giovana Mondardo        | 2.416   | 2,46%       |
|                    | MDB                | Paulo Ferrarezi         | 2.327   | 2,37%       |
|                    | PSDB               | Arleu da Silveira       | 2.159   | 2,2%        |
|                    | PSD                | Juarez de Jesus         | 2.062   | 2,1%        |
|                    | PSDB               | Nícola Martins          | 1.971   | 2,01%       |
|                    | PSDB               | Marcio Daros            | 1.581   | 1,61%       |
|                    | PSDB               | Geovana Zanette         | 1.501   | 1,53%       |
|                    | PSDB               | Antonio Manoel          | 1.481   | 1,51%       |
|                    | PDT                | Zairo Casagrande        | 1.219   | 1,24%       |
|                    | PP                 | Miri Dagostim           | 2.430   | 2,47%       |
|                    | PL                 | Jair Alexandre          | 1.664   | 1,69%       |
|                    | PSD                | Salésio Lima            | 1.597   | 1,63%       |
|                    | PSL                | Daniel Antunes          | 1.386   | 1,41%       |
|                    | PSL                | Júlio Kaminski          | 1.041   | 1,06%       |
|                    | Avante             | Obadias Benones         | 999     | 1,02%       |
|                    | DEM                | Manoel Rozeng           | 708     | 0,72%       |
| → Votos brancos    | → Votos brancos    | → Votos brancos         | 4.657   | 4,37%       |
| → Votos nulos      | → Votos nulos      | → Votos nulos           | 3.747   | 3,48%       |
| Total apurado      | Total apurado      | Total apurado           | 106.563 | 72,8%       |
| Abstenção          | Abstenção          | Abstenção               | 39.808  | 27,2%       |
| Total de eleitores | Total de eleitores | Total de eleitores      | 146.371 | 100,00%     |